# Цзицзан
Цзицзан (кит. 吉藏, 549 — 623) — главный систематизатор учения китайской буддийской школы Саньлунь-цзун (школы трех трактатов) — разновидности Мадхъямаки. Оказал значительное влияние на развитие китайской буддийской философии.

## Биография
Национальность Цзицзан точно неизвестна: происходил из государства Сасанидов. Поэтому вероятно был согдом, потомком парфян, или принадлежал к другому народу со Средней Азии. Происходил из рода Ань («安»). Дед Цзицзана, спасаясь от преследований, был вынужден оставить родину и переселиться в Китай, в Наньхай. Зодом семья Цзицзана осела в Цзиньлин (ныне г. Нанкин). Отец был последователем буддийского учения и впоследствии стал монахом, получив в монашестве имя Даолян.
Цзицзан родился в Цзиньлине в 549 году во время господства лянского императора У-ди, который вошел в историю как покровитель буддизма. Еще ребенком Цзицзан познакомился с известным буддийским проповедником и переводчиком Чженьди (Парамартха). Именно последнему Цзицзан обязан своим именем. В то же время вместе с отцом посещал монастырь Синхуан, где жил и проповедовал монах Фалан, который был сторонником доктрины шуньи («пустоты»).
В 556 году родители отправили Цзицзана к Фалана в монастырь. В некоторых жизнеописаниях Цзицзана его учителем назван Даолан, что является ошибочным. Даолан жил веком раньше и был 4-м патриархом саньлунь. С 14 лет Цзицзан начал изучать «Бай лунь» («Шата-шастру»). Современники отмечали поразительную память Цзицзана: он легко пересказывал комментарии Фалана, ничего не пропуская.
Когда Цзицзану был 21 год (570 год), умер Парамартха, учитель, который оказал на него большое влияние. В 582 году Цзицзан потерял также учителя Фалана. К этому времени жизненное кредо и философско-религиозные взгляды Цзицзана уже сформировались. Его популярность росла с каждым днем, к нему благоволил князь Ян Гуэй из династии Чэнь.
Вскоре после того, как династия Суй завоевала район Бай Юэ (современные провинции Но и Фуцзянь), Цзицзан покинул Цзиньлин и отправился на восток, на территорию Уюе, где в течение 15 лет жил в Хуейцзу (современный уезд Шаосин провинции Чжэцзян) в монастыре Цзясянси, расположенном на горе Циньван. Здесь Цзицзан занимался активной проповеднической и комментаторской деятельностью. В это время количество слушателей Цзицзана часто достигало 1000 с лишним человек. Именно отсюда происходит его прозвище — Цзяся-даши («Великий учитель с Цзясян»).
Одновременно Цзицзан начал толковать «Сутру Лотоса». В 597 году он отправил свои комментарии к сутры основателю школы тяньтай Чжи-и с тем, чтобы тот также прокомментировал ее. Однако Чжи-и в тот момент болел и вскоре умер. Но Цзицзан смог познакомиться с доктриной школы тяньтай благодаря ученику Чжи-и — Гуаньдину.
После восхождения Ян-ди на престол, в 606 году Цзицзан по приказу императора поселился в монастыре Хуэйжиси, а затем переселился в монастырь Жияньси. Комментарии Цзицзана до трех трактатов были завершены уже во время его пребывания в монастыре Жиянь-си. В это время он также дискутировал с Сенцанем, по прозвищу «Учитель шастр трех государств» (сань го ши лунь). Цзицзан принимал участие в дискуссиях более 40 раз и, наконец, одержал победу. Благодаря этому популярность Цзицзана значительно возросла, люди охотно оказывали ему материальную помощь. Он использовал эти средства на проповеднические потребности.
После того, как танский император Гао-цзу внедрил титул високодоброчесного монаха, который был присужден 10 монахам, что имеют безупречное поведение и заслуги. Цзицзан вошел в их число. После этого Цзицзан некоторое время жил в чананьских монастырях Шицзиси и Диншуейси, а потом переселился в Яньсинси.
Перед смертью он направил императору Гао-цзу завещательный доклад. Цзицзан умер в 623 году, в возрасте 75 лет.
У него было множество учеников, из которых наибольшей популярностью пользовались Хуэйюань, Чжиба, Чжикай, Чжимин, Шофан-ши, Хуэйгуань. Гаолийский (корейский) монах Хуэйгуань (кор. Пикван, яп. Екван) в период династии Суй в монастыре Цзясян-си от Цзицзана перенял учение и в 624 году отправился в Японию проповедовать учение, поэтому первой буддийской школой в Японии периода Нара может считаться Саньлунь-цзун (яп. Санрон-сю).

## Философия
Разработал общую методологию учения школу сяньлун, утверждая истинность или ложность тех или иных положений, используя их, если они вели к способности преодолеть дихотомию. Сформулировал основы знаний буддизма: существование является традиционным, и идея небытия является настоящим; различие между бытием и небытием является обычным; отрицание разницы между двойственностью и недвойственностью; приверженность к любой точки зрения является вредной, что составляет причиной страданий человека.

## Творчество
Важнейшими произведениями являются «Сань лунь сюань и» (三 论 玄 义 «Сокровенный смысл трех шастр»), «Эр ди и» (二谛 义 — «Смысл двух истин»), «Да шэн сюань лунь» (大乘 玄 论 «Рассуждения о сокровенном в махаяне». Перед смертью он написал сочинение «Размышления об отсутствии страха смерти» («Си-бу бу лунь»), в котором провозглашалось, что не следует бояться смерти, а надо бояться, потому что тот, кто родился, непременно умрет.
Также сделал 2 тысячи копий «Сутры Лотоса», а также написал двадцать пять буддийских икон. Активно занимался проповеднической деятельностью и после своей смерти оставил большое количество произведений, часть из которых до настоящего времени потеряно.
Произведения Цзицзана имеют особую ценность, поскольку в них содержится не только философский, но и богатый исторический материал, в частности, информация в отношении буддийских школ, что существовали во время династий Суй и Тан в Китае — школы Абхидхарма, ченши, шелунь, дилунь, тяньтай и др.
В его трактатах также содержится информация о буддийских школ, существовавших в то время в Индии, а также школах «внешнего пути» — брахманизме, джайнизме, шести даршанах, приводится критика китайских классических учений — конфуцианства и даосизм.